# Karen Budge
Karen Budge Eaton (* 14. November 1949 in Jackson, Wyoming) ist eine ehemalige US-amerikanische Skirennläuferin.

## Biografie
Budge stammt aus dem Jackson Hole, einem Tal in den Rocky Mountains. Mit dem Skisport begann sie unter Anleitung ihrer Eltern im Skiresort von Snow King. Während ihrer letzten beiden Jahre an der High School stieß sie 1967 zur US-amerikanischen Skinationalmannschaft.
Gleich im ersten Jahr wurde sie US-amerikanische Meisterin in der Kombination und qualifizierte sich damit für die Olympischen Winterspiele 1968 in Grenoble. Ein Trainingsunfall machte ihre Olympiahoffnungen jedoch zunichte. Bei Wachstests stieß sie im Nebel mit dem marokkanischen Olympiateilnehmer Said Housni zusammen, kugelte sich die Schulter aus und konnte daher bei der Abfahrt nicht starten.
Trotz starker Konkurrenz in der eigenen Mannschaft – 1969 schafften sieben Mitglieder des US-Teams einen Platz auf dem Podest – entwickelte sich Budge in der Folge zu einer der stärksten und konstantesten US-amerikanischen Fahrerinnen. Zwischen Januar 1968 und März 1972 fuhr sie 30 Mal unter die besten Zehn. Ihre besten Platzierungen, zwei zweite Plätze, erreichte sie in den Riesenslaloms von Waterville Valley (März 1969) und Heavenly Valley (Februar 1971). 1972 beendete sie ihre Karriere mit einem 14. Platz in der Olympiaabfahrt von Sapporo.
Nach dem Ende der Spiele heiratete sie den ehemaligen Skirennläufer Gordi Eaton. Beide zogen sie zunächst nach Middlebury (Vermont), wo sie bis 1977 das Training der Skimannschaft des Middlebury College übernahmen. Heute lebt das Ehepaar in Lincoln (New Hampshire) und betreibt dort seit 1986 mit seinen Kindern ein Fisch- und Steakhaus.